# 静岡バンド
静岡バンド（しずおかバンド）は、1872年（明治5年）に形成された、静岡のメソジストキリスト教徒による集団を指す名前である。

## 歴史
旧幕臣の今井信郎が駿府城の敷地を買い取り、静岡藩の藩学校の寄宿舎を払い下げてもらって、旧幕臣のための学校を設立した。
その、学校が設立されたとき、旧幕臣の面倒を見ていた勝海舟がアメリカ人教師を招聘したいと考えた。
1871年（明治4年）勝海舟の旧知W・E・グリフィス宣教師の推薦により、グリフィスのラトガース大学の同窓であるE・W・クラークが静岡学問所に赴任する。
クラークは倫理、歴史、英語、物理、化学、数学を教え、日曜日には自宅でバイブルクラスを開いた。
1872年（明治5年）4月、カナダ・メソジスト教会の宣教医のデイヴィッドソン・マクドナルドが、クラークの後任のお雇い教師として派遣された。奥村昌綱、木原外七の日本人教師も加わり、英語、漢学、数学、農業実習などを教える。さらに、兵式体操や軍事演習などを教えた。
静岡学問所が廃止されて、賤機舎と改称される。マクドナルドは教師を続け、毎週日曜日に牧師館で聖書講座を開催した。キリスト教の布教は禁じられていたが、岩倉具視により黙認された。
マクドナルドは1872年9月27日に11名の学生【山中笑・露木誠一・村松一・三木自道・日根野弘之・諏訪昇・栗島重清・小倉烈・佐藤重道(後の佐藤顕理)・山中常慶・杉山彦六(後の土屋彦六) 】に洗礼を授け、静岡教会が発足した。また、静岡教会のクリスチャンたちは協力して、静岡教会を中心に伝道を精力的に行った。この集団を後に静岡バンドと呼ぶようになった。

## 主なメンバー
- 山中笑
- 土屋彦六
- 山路愛山
- 高木壬太郎
- 今井信郎
- 中村正直
- 平岩愃保

## 三大バンド
- 札幌バンド
- 横浜バンド
- 熊本バンド

## その他のバンド
- 築地バンド
- 阪神バンド
- 弘前バンド
- 松江バンド
- 松山バンド
- 鳥取バンド